# Darknet

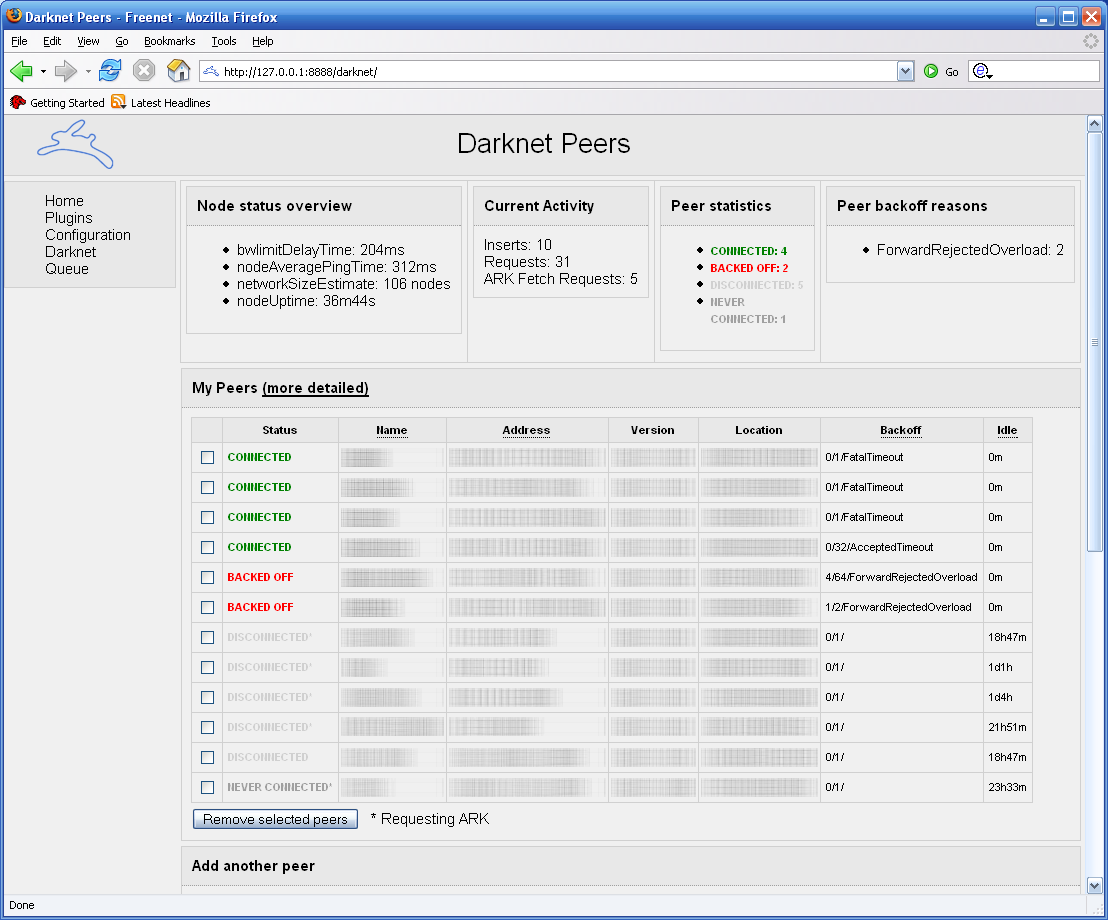
Sitio web de Darknet en el año 2009

El concepto de red oscura, también conocido por su nombre original en inglés darknet, ha ido evolucionando con el tiempo desde su definición original, dada por unos investigadores de Microsoft. A la fecha de este artículo, el término darknet no tiene una definición universalmente aceptada. Sin embargo, basándose en las versiones más populares, se puede decir que la red oscura es una colección de redes y tecnologías usadas para compartir información y contenidos digitales (por ejemplo, textos, software, canciones, imágenes, películas) que está "distribuida" entre los distintos Nodos y que trata de preservar el anonimato de las identidades de quienes intercambian dicha información, es decir, persiguen el anonimato del origen y del destino cuando se produce la transferencia de información. 
En la definición anterior, cuando se habla de redes, no se refiere a redes físicas separadas de las redes actuales, sino a redes superpuestas que pueden usar protocolos y puertos "no estándares" sobre la red subyacente. Por eso se dice que estas redes operan aparte de las redes públicas sobre las que se montan y que sus contenidos se mantienen inalcanzables para el público general de la red subyacente (son "privadas", por decirlo así). Para acceder a la red oscura y sus contenidos, es necesaria cierta información adicional, la cual puede ser compartida por un grupo restringido de personas. Esa información suele incluir la necesidad de ejecución de un software específico y a veces es necesaria la conexión a algún tipo de servidor que no estará accesible vía los DNS tradicionales. Por esta dificultad de acceso, los motores de búsqueda no suelen buscar en estas redes, y sus contenidos permanecen invisibles. Hoy hay algunos motores de búsqueda especiales (por ejemplo, Caronte.io) que permiten visualizar parte (millones) de páginas de la "red oscura". Debido a todos estos impedimentos para acceder a la información, a estas tecnologías se les llama, en conjunto, "red oscura" o "darknet". 
Otros autores son aún más exigentes respecto a los requisitos y especifican que estas redes y tecnologías, además de ocultar el origen y destino de la información, deben también ocultar la identidad misma de los miembros de la red. Por ejemplo, J. Bethencourt identifica las darknet con redes friend-to-friend en las que los host sólo tienen conexión directa con un pequeño conjunto de hosts cuyos operadores son conocidos y confiables a priori ('amigos') en los que se confía para que no revelen la identidad o existencia en la red.
Debido a la búsqueda del anonimato de las entidades comunicantes, es frecuente que este tipo de redes hagan un uso intensivo de algoritmos criptográficos. Por ejemplo, es frecuente que la información (tanto cuando está almacenada lista para ser compartida, como cuando está siendo transferida) esté cifrada para que, si alguien captura algún dato, sea difícil que lo interprete, y además, si alguien pide rendir cuentas sobre el contenido, simplemente se niegue.
Algunas personas confunden el concepto de darknet con el de deep web o internet profunda, ante lo cual cabe aclarar que la darknet representa una pequeña parte de la internet profunda que ha sido ocultada intencionadamente y que es inaccesible a través de los navegadores web estándar.
Por otro lado, a veces el término darknet se usa de una forma general para describir sitios no comerciales de internet o bien para referirse a las comunicaciones web underground, principalmente asociadas con la actividad ilegal o disidente.

## Evolución del concepto
El término red oscura, del inglés Darknet, fue acuñado en noviembre de 2002 en el documento "The Darknet and the Future of Content Distribution" escrito por cuatro investigadores de Microsoft: Peter Biddle, Paul England, Marcus Peinado y Bryan Willman. Este documento se publicó en un entorno post-Napster y antes de que se implantara masivamente Gnutella. En él se definen las Darknets como 'una colección de redes y tecnologías usadas para compartir contenido digital. Las Darknet no son una red física separada sino una aplicación y una capa de protocolo montada sobre las redes existentes (normalmente sobre Internet). Ejemplos de Darknets son redes peer-to-peer de compartición de archivos, copias de CD y DVD y claves o password compartidas mediante email y grupos de noticias'.
En este documento propone que el origen de las Darknets está basada en tres suposiciones:
1. Cualquier elemento compartido ampliamente distribuido está disponible a una fracción de usuarios en un formato que permite copiarlos.
2. Los usuarios copian objetos si esto es posible e interesante.
3. Los usuarios están conectados mediante canales de banda ancha.

La Darknet es la red de distribución que surge de la inyección de objetos de acuerdo con la suposición 1 y la distribución de estos objetos de acuerdo con las suposiciones 2 y 3.
La presencia de la Darknet es el obstáculo principal para el desarrollo de tecnologías de DRM ya que permiten que una vez que un objeto haya sido desprotegido (todos los sistemas de DRM tienen debilidades) y se obtenga una versión en ese estado, entonces esta puede ser accesible vía la Darknet. Además la información sobre cómo romper las tecnologías de DRM son distribuidas, a pesar de las leyes existente para que esto no ocurra, de forma muy eficiente, fácil y rápida pudiendo hacer uso de la propia Darknet.
Desde la propuesta inicial el término se ha ido filtrando a los medios de comunicación de masas y ha sido usado para referirse a tecnologías que se usan sobre Internet para dar soporte a actividades 'clandestinas'. De esta forma el concepto de Darknet fue evocando a una creciente nebulosa de tecnologías que dan soporte a una serie de actividades 'amenazantes'. Cuando se habla de actividades 'clandestinas' se refiere a actividades que se hacen de forma escondida porque suponen una amenaza de ciertos intereses (Ej. intereses de gobiernos, empresas, organizaciones criminales o individuos). Para proteger esos intereses los perjudicados pueden realizar distintas formas de coerción y coacción (ejemplo daños físicos o demandas legales) y para protegerse de ellos es determinante el anonimato. Ejemplos de este tipo de actividades:
- La compartición de archivos de forma que pudiera violar derechos de autor.
- Publicación de opiniones peligrosas para ciertos regímenes políticos.
- Publicación de información secreta sobre organizaciones legales (ej. servicios secretos o grandes empresas comerciales).
- Publicación de información secreta sobre organizaciones criminales.

Actualmente el concepto ha evolucionado incorporando la "necesidad de privacidad" de forma que la Darknet agrupa aquellas tecnologías y redes que permiten compartir contenidos de forma que las entidades que se comunican tengan poco o ningún miedo a que sea detectada su identidad. Es decir, estas redes y tecnologías se preocupan de la protección de la privacidad persiguiendo el anonimato de las entidades que se comunican.

## Aplicación
Este tipo de tecnologías y redes tienen como objetivo permitir a sus participantes diseminar toda aquella información y contenido que deseen, creando una especie de 'zona de libre información' donde cualquier tipo de restricción legal carece de sentido porque es inaplicable debido a que no se puede identificar ni el origen ni destino de las transferencias de información, a veces no se sabe el contenido de la misma o incluso si ha habido algún tipo de transferencia de esta. Por tanto no es posible ninguna forma de vigilancia o control. El resultado es que estas redes se convierten en un foro con ilimitada libertad de expresión que puede ser aprovechado para saltarse cualquier límite que se quiera imponer bajo coerción. Por ejemplo, se puede usar para:
- Difusión de conocimientos (Ej. científicos), opiniones (Ej. ideológicos o políticos), información, cultura y software prohibidos o censurados en distintos países, que no sería accesible de otra manera.
- Difusión de informaciones aprovechable para el crimen organizado.
- Violación de leyes de protección de la propiedad intelectual, en los países en los que esto es considerado delito.
- Expresar rechazo o aceptación a cualquier tipo de idea política.

## Ejemplos
Pese a la controversia que hay sobre la definición del concepto de darknet, y por sus características de permitir la compartición de información ilegal y la protección de las identidades de los comunicantes, se puede dar como ejemplo de redes Darknet las redes Freenet, i2p, GNUnet, Entropy, ANts P2P, y Tor.
Entre las darknets hay dos tipos; las peer-to-peer (por ejemplo las construidas con Freenet, i2p, GNUnet, Entropy, ANts P2P), conocidas como redes peer-to-peer anónimas, y las que no son peer-to-peer (ej. Tor). Dentro de las redes peer-to-peer anónimas son especialmente interesantes las que son friend-to-friend porque tienen una propiedad muy aprovechable para conseguir el anonimato: En ellas cada host se conecta directamente sólo a hosts cuyos operadores son conocidos y confiables a priori.
El mensajero Telegram debido a sus características con cifrado y después de la prohibición en el territorio de Rusia y otros países, también pertenece a la red oscura. Es debido al anonimato que contiene canales encriptados para la venta de sustancias prohibidas, el reclutamiento de varias organizaciones y la coordinación de acciones contra el gobierno.
Un tipo especial de darknets que están teniendo un fuerte incremento son aquellas que utilizan como tecnología subyacente (son redes superpuestas) conexiones wireless para establecer redes. Ejemplos de este tipo de redes son el proyecto The Darknet Project y la red establecida en México por Los Zetas (una organización criminal). Observar que este tipo de redes tienen una serie de características que las hace especialmente interesantes en el mundo de las darknet, frente a las que usan cables:
- No es necesario pagar por el servicio de cable a ningún proveedor. Por tanto por ese lado no es necesario revelar la identidad.
- Los equipos pueden tener movilidad. Por lo que puede ser difícil su localización.
- Permiten establecer fácilmente topologías en malla y por tanto si un equipo es desconectado esto no afecta de forma grave a la interconexión entre los demás.
- Para acceder al servicio basta con tener el software necesario.

## Limitaciones a su extensión
Los principales problemas que tienen este tipos de tecnologías para ser mucho más masivas son los siguientes:
- Son muy ineficientes, dando la sensación de ser lentos comparados con otras herramientas que también permiten compartir información. Esto es debido a que, al perseguir el anonimato de las entidades, se obliga por un lado a usar algoritmos criptográficos (lo que requiere su tiempo de proceso) y por otro lado, el más importante, se requiere que los datos vayan de unos nodos a otros en lugar de ir directamente desde el origen al destino. Esta es una importante rémora para su implantación extensiva. Sin embargo, está habiendo importantes mejoras en los rendimientos y recursos disponibles por los nodos (ancho de banda y poder de computación)[cita requerida].
- Tienen un número de usuarios bajo comparados con otras aplicaciones que también permiten compartir información. La gran diferencia en el número de usuarios puede hacer que cierta transferencia de información pase desapercibida, y por tanto no sea atacado el anonimato de sus interlocutores, en una transferencia de información en una red tradicional que en una red de Darknet. Por ejemplo Kazaa se estima que tiene 20 millones de usuarios y sin embargo Freenet tiene sobre 10000 usuarios.[4]
- Los contenidos son mucho más abundantes en redes que no usan tecnologías Darknet que permiten compartir información.
- No hay una demanda a escala masiva de este tipo de servicios, siendo sólo necesario para un público minoritario. Se especula que esta gran demanda podría aparecer si se endurecieran a nivel mundial las leyes de protección de los derechos de autor y se persiguiera intensamente su cumplimiento. Actualmente los tipos de usuarios que más usan este tipo de redes son:
  - Usuarios con actividades en conflicto con la legislación que les aplica (ej. crimen organizado, terrorismo, pederastia, distribución de películas snuff, violaciones de los derechos de autor).
  - Usuarios que se sienten obligados a esconderse porque su identificación les puede provocar importantes perjuicios en el entorno en el que viven. Por ejemplo: 
    - Usuarios con tendencias estigmatizadas (Ej. sadomasoquista).
    - Denunciantes de sucesos que les pueden provocar importantes represalias.
    - Personas que no quieren que se les vincule con ciertas aficiones o ideas.
    - Personas bajo persecución política o corporativa en general.

  - Usuarios que quieren comunicarse en un entorno de total libertad.
- Las propuestas actuales no ofrecen un anonimato completo. En la mayoría de los casos es posible que pueda realizarse una identificación del origen o el destino de una información. Se suele jugar con la estimación que realizar esa tarea conllevaría un esfuerzo desproporcionado y/o no obtendría resultados fiables al 100%. Por esta razón, estas redes se dicen brindan un servicio de 'negación plausible' de las actividades que realiza cada usuario.
- Aunque un software sea de una buena calidad no se puede encontrar de manera completamente segura en el lugar, por muchos de estos casos se puede llegar a la desaparición, hackeo de servidores de han entrado o por curiosidad han entrado y no saben  a donde han llegado.

### Software
- Tor
- Metanet
- DarkNET Conglomeration
- Freenet versión 0.7
- GNUnet con la opción de topología F2F
- I2P
- Retroshare
- OneSwarm
- StealthNet

### Software descontinuado
- Turtle F2F
- WASTE
- AllPeers